# 特朗普诉美国玛泽会计师事务所案
特朗普诉美国玛泽会计师事务所案（英語：Trump v. Mazars USA, LLP）是美国最高法院的一个里程碑式案件，涉及美国众议院各委员会发出传票，要求获得总统唐纳德·特朗普的纳税申报表，特朗普已经提起诉讼阻止了这一案件，但美国哥伦比亚特区巡回上诉法院已经批准了这一案件。它与特朗普诉德意志银行（Deutsche Bank AG）案合并。在2020年7月9日发布的7-2判决中，最高法院撤销了巡回法院的判决，裁定上诉法院没有适当考虑国会和总统之间的分权问题，并将案件发回重审。它认为，法院在解决国会传唤要求总统提供个人信息的争端时，必须考虑到权力分立的问题，并在评估这种传唤要求的价值时提出了若干考虑因素。
法院说，特朗普诉玛泽会计师事务所案提出了权力分立而不是行政特权的问题。不过，它说，国会需要立法理由来要求总统提交纳税申报表等文件，而不是进行刑事调查，这是行政部门的权力。
法律学者马蒂·莱德曼形容玛泽案比特朗普诉万斯案更重要。莱德曼形容特朗普的论点，即国会完全缺乏“调查在任总统可能存在的利益冲突和违法行为的宪法权力”——这是一个“令人震惊”的论断，“如果归功于此，将彻底背离我们的宪法历史和传统”。

## 拓展阅读
- Grewal, Amandeep S. . George Mason Law Review. 2020, 27: __. SSRN 3381974 .